# ذى اهلول (يريم)

تعديل مصدري - تعديل

ذى اهلول هي إحدى قرى عزلة بني سباء بمديرية يريم التابعة لمحافظة إب، بلغ تعداد سكانها 871 نسمة حسب تعداد اليمن لعام 2004.